# Turkana (dromadaire)
Pour les articles homonymes, voir Turkana.
Le Turkana est une race de dromadaire originaire du nord-ouest du Kenya.

## Origine et distribution
C'est une race assez récente, élevée par le peuple Turkana qui lui a donné son nom. Les animaux descendraient de dromadaires acquis lors de raids contre les Rendille et les Gabbra, il y a de cela 200 à 300 ans. Les études génétiques ont mis en évidence une origine génétique proche du Rendille et du Turkana. On le trouve dans le nord-ouest du pays, dans le comté de Turkana.

## Description
Le Turkana est la plus petite des races camelines kényanes. Pesant en moyenne 300 kg, la chamelle peut monter à 350 kg et un mâle jusqu'à 450 kg,.

## Élevage et production
Les Turkana élèvent principalement les dromadaires comme source de nourriture : lait, viande et sang. Ils ne les utilisent pas pour le transport.
Animal frugal, il a la production de lait la plus faible des races kényanes : 1,5 litre par jour pour une période de lactation de 9 à 10 mois. C'est aussi un animal robuste et rapide sur un terrain de collines, . Il peut porter une charge d'une centaine de kilogrammes sans soucis.
La chamelle donne naissance à un seul petit pesant entre 20 et 25 kg à la naissance.
La race est également élevée par les Pokot et les Samburu. Les Pokot ont constitué leurs troupeaux au début du 20e siècle, lors d'expéditions punitives contre les Turkana aux côtés des Anglais, lors de l'époque coloniale. Les Samburu, vivant au sud du lac Turkana, dans le district de Samburu, élevaient principalement des bovins, ovins et caprins. Au milieu du 20e siècle, une partie se diversifie en achetant des dromadaires à différents peuples. Plus de la moitié sont obtenus auprès des Turkana.

### Articles
- (en) James. C. Njanja et Gufu Oba, « The Turkana Camel Breed in North-Western Kenya: Lactation Characteristics », Outlook on Agriculture, vol. 39,‎ mars 2010, p. 49-55 (DOI 10.5367/000000010791170013, lire en ligne )
- (en) James. C. Njanja et Gufu Oba, « The Turkana Camel Breed in North-Western Kenya: Part 2: Productivity Characteristics », Outlook on Agriculture, vol. 40, no 3,‎ septembre 2011, p. 273-279 (DOI 10.5367/oa.2011.0053, lire en ligne )